# Texhuacán
Texhuacán es una localidad del estado mexicano de Veracruz. Es cabecera del municipio de Texhuacán.

## Demografía
| Censo | Población |
| ----- | --------- |
| 1900  | 330       |
| 1910  | 782       |
| 1921  | 1202      |
| 1930  | 951       |
| 1940  | 1105      |
| 1950  | 1066      |
| 1960  | 1624      |
| 1970  | 1586      |
| 1980  | 2056      |
| 1990  | 1391      |
| 1995  | 1556      |
| 2000  | 1501      |
| 2005  | 1653      |
| 2010  | 1986      |
| 2020  | 1739      |